# Bidasoa Irun
Il Bidasoa Irun è una squadra di pallamano maschile spagnola con sede a Irun.

## Palmares

### Competizioni nazionali
- Liga ASOBAL: 1

1994-95
- Coppa del Re: 2

1990-91, 1995-96
- Coppa ASOBAL: 1

1992-93
- Supercoppa di Spagna: 1

1996

### Competizioni internazionali
- EHF Champions League: 1

1994-95

## Rosa 2024-2025
| N° | Naz.                 | Ruolo | Sportivo          |      |  |  |
| -- | -------------------- | ----- | ----------------- | ---- |  |  |
| 1  | Spagna (bandiera)    | P     | David Falde       | 2006 |  |  |
| 12 | Spagna (bandiera)    | P     | Ander García      | 2006 |  |  |
| 33 | Polonia (bandiera)   | P     | Jakub Skrzyniarz  | 1996 |  |  |
| 40 | Argentina (bandiera) | P     | Leo Maciel        | 1988 |  |  |
| 2  | Spagna (bandiera)    | A     | Iñaki Cavero      | 1996 |  |  |
| 4  | Serbia (bandiera)    | PV    | Marko Jevtić      | 2002 |  |  |
| 6  | Spagna (bandiera)    | A     | Endika Wamba      | 2006 |  |  |
| 7  | Spagna (bandiera)    | A     | Javier Gastaminza | 2006 |  |  |
| 8  | Spagna (bandiera)    | A     | Mikel Zabala      | 1998 |  |  |
| 9  | Francia (bandiera)   | A     | Tao Gey-Emparan   | 2003 |  |  |
| 10 | Spagna (bandiera)    | T     | Eneko Furundarena | 2003 |  |  |
| 11 | Cile (bandiera)      | PV    | Esteban Salinas   | 1991 |  |  |
| 17 | Cile (bandiera)      | T     | Rodrigo Salinas   | 1988 |  |  |
| 18 | Spagna (bandiera)    | T     | Andoni Beraza     | 2006 |  |  |
| 19 | Spagna (bandiera)    | T     | Julen Mujica      | 2003 |  |  |
| 20 | Grecia (bandiera)    | T     | Theodoros Boskos  | 2002 |  |  |
| 22 | Francia (bandiera)   | T     | Alexandre Raix    | 2007 |  |  |
| 23 | Spagna (bandiera)    | T     | Aiser Iribar      | 2004 |  |  |
| 28 | Brasile (bandiera)   | PV    | Matheus Da Silva  | 1997 |  |  |
| 31 | Spagna (bandiera)    | T     | Gorka Nieto       | 2001 |  |  |
| 32 | Cuba (bandiera)      | A     | Dariel García     | 1996 |  |  |
| 35 | Brasile (bandiera)   | T     | Pedro Pacheco     | 1999 |  |  |
| 37 | Spagna (bandiera)    | T     | Jon Ander Iribar  | 2007 |  |  |
| 39 | Spagna (bandiera)    | T     | Asier Nieto       | 1997 |  |  |
| 97 | Spagna (bandiera)    | T     | Tito Díaz         | 2000 |  |  |